# مؤسسة آذري (ويس)
مؤسسة آذري (بالفارسية: موس سه اذری) هي منطقة سكنية تقع في إيران في قسم ويس الريفي.